# Marshall County (Indiana)
Marshall County is een county in de Amerikaanse staat Indiana.
De county heeft een landoppervlakte van 1.151 km² en telt 45.128 inwoners (volkstelling 2000). De hoofdplaats is Plymouth.

## Bevolkingsontwikkeling

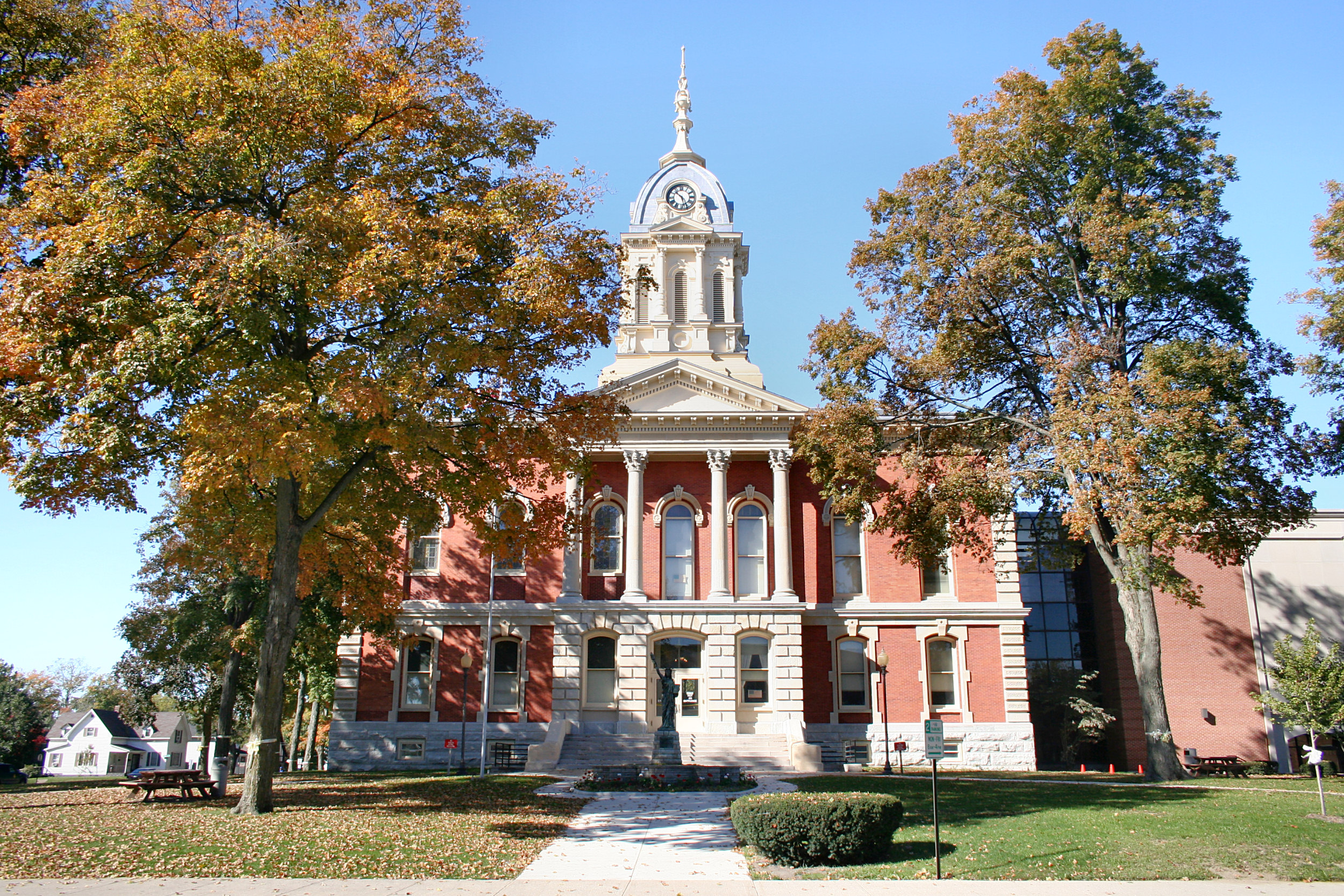
Marshall County Courthouse